# Bimia
Bimia är ett släkte av skalbaggar. Bimia ingår i familjen långhorningar.
Kladogram enligt Catalogue of Life:
| Bimia | \| \| Bimia bicolor \| \| \| \| \| \| Bimia maculicornis \| \| \| \| |
|       | \| \| Bimia bicolor \| \| \| \| \| \| Bimia maculicornis \| \| \| \| |
|       | Bimia bicolor                                                        |
|       |                                                                      |
|       | Bimia maculicornis                                                   |
|       |                                                                      |